# Park Soo-ah
Đây là một tên người Triều Tiên, họ là Park.
Park Soo-ah, tên khai sinh là Park Soo-young  (sinh ngày 31 tháng 7 năm 1992), trước đây được biết đến với nghệ danh Lizzy , là một ca sĩ và diễn viên người Hàn Quốc, cựu thành viên nhóm nhạc nữ After School.
Lizzy xuất hiện với tư cách khách mời tập 13 và 14 của chương trình Runing Man và sau đó trở thành thành viên chính của chương trình từ tập 18. Lizzy hay sử dụng những từ ngữ Busan khi nói, điều này gây ấn tượng mạnh với người xem, nhưng không được bao lâu thì Lizzy chính thức rời Running Man từ tập 28. Lý do rời đi của Lizzy không được đề cập trong chương trình nhưng có thể do lịch ghi hình của Running Man trùng với lịch trình của nhóm nhạc After School.
Sau những ngày tháng dài không xuất hiện trên Running Man thì mãi đến tập 292 nữ ca sĩ mới xuất hiện trở lại trên vai trò khách mời.

## Tiểu sử
Lizzy sinh tại Busan, Hàn Quốc, và theo học ở trường Đại học Kyung Hee